# Maria Carlotta Antonia di Schleswig-Holstein-Sonderburg-Wiesenburg
Maria Carlotta Antonia di Schleswig-Holstein-Sonderburg-Wiesenburg (Vienna, 18 febbraio 1718 – Horažďovice, 6 giugno 1765) fu principessa consorte di Lowenstein-Wertheim-Rochefort come moglie di Carlo Tommaso di Löwenstein-Wertheim-Rochefort.

## Biografia

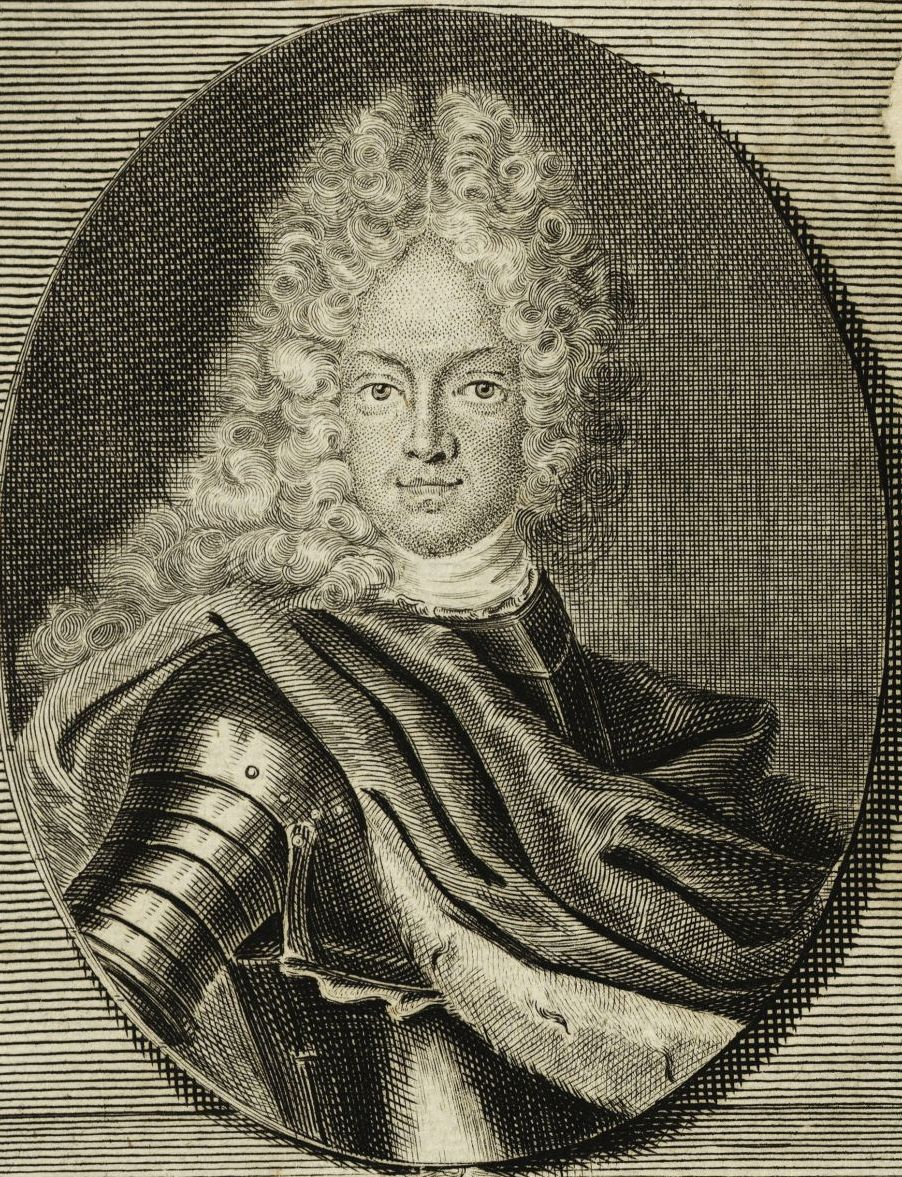
Leopoldo di Schleswig-Holstein-Sonderburg-Wiesenburg, padre di Maria Carlotta Antonia

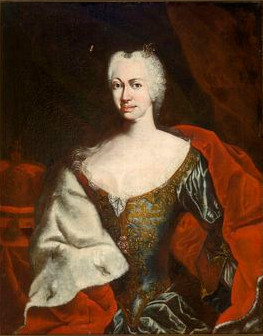
Maria Elisabetta del Liechtenstein, madre di Maria Carlotta Antonia

### Infanzia
Maria Carlotta Antonia era la penultima figlia del Duca Leopoldo di Schleswig-Holstein-Sonderburg-Wiesenburg e di Maria Elisabetta del Liechtenstein.
Era una bambina di indole pacifica ma autoritaria, crescendo dimostrò buone doti artistiche e parlava fluentemente francese. 

### Matrimonio

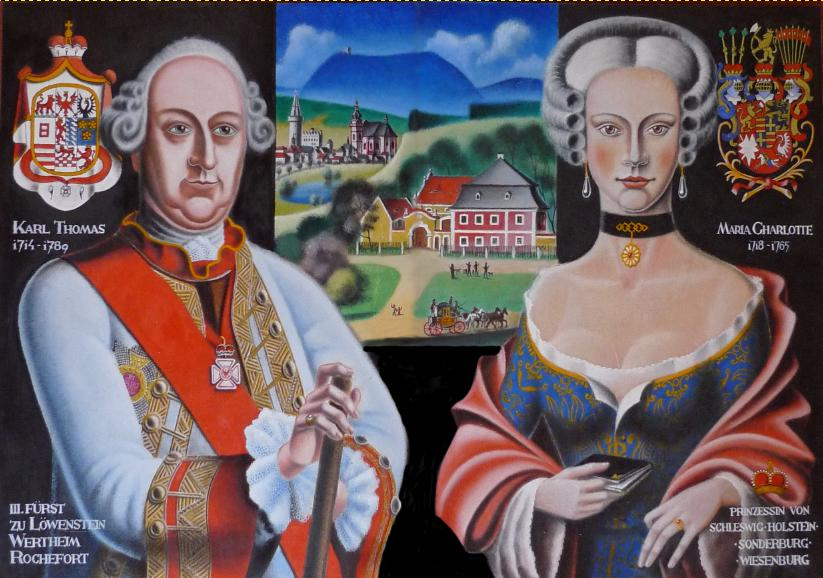
Ritratto di Maria Carlotta Antonia e suo marito Carlo Tommaso di Löwenstein-Wertheim-Rochefort

Un anno dopo che il principe Carlo Tommaso di Luwenstein-Wertheim-Rosenberg (1714-1789) prese il controllo del consiglio dopo che suo padre, lo portò alla corte di Vienna per trovare una moglie adatta, incontrò Maria Carlotta Antonia, il cui padre era Leopoldo di Schleswig-Holstein-Sonderburg-Wiesenburg, duca di Schleswig-Holstein-Sonderburg-Wiesenburg, e se ne innamorò. La coppia si sposò a St. Veit, vicino a Vienna, il 25 luglio 1736. Il loro non fu un matrimonio felice.
La coppia visse per diversi anni un matrimonio infelice, ma si riconciliarono tra loro nel 1747. Ebbero una figlia, Maria Leopoldina, (1739-1765), con la quale sua madre visse a Vienna . Leopoldina sposò il principe Carlo Alberto II di Hohenlohe-Waldenburg-Schillingsfürst. Morì senza figli, tanto che la considerevole fortuna che aveva ereditato da sua madre passò a suo padre Karl Thomas.

### Morte
Maria Carlotta Antonia morì a Horažďovice a 47 anni, lontana dal marito e dimenticata da tutti.

## Ascendenza
|                                                                         |                                                 |                                                     | Genitori                                                       |  |  | Nonni |  |  | Bisnonni                                                              |  |  | Trisnonni                                               |  |
|                                                                         |                                                 |                                                     |                                                                |  |  |       |  |  | 8. Philipp Ludwig, I duca di Schleswig-Holstein-Sonderburg-Wiesenburg |  |  | 16. Alexander, II duca di Schleswig-Holstein-Sonderburg |  |
|                                                                         |                                                 |                                                     |                                                                |  |  |       |  |  | 8. Philipp Ludwig, I duca di Schleswig-Holstein-Sonderburg-Wiesenburg |  |  | 16. Alexander, II duca di Schleswig-Holstein-Sonderburg |  |
|                                                                         |                                                 | 17. Dorothea von Schwarzburg-Sondershausen          |                                                                |  |  |       |  |  | 8. Philipp Ludwig, I duca di Schleswig-Holstein-Sonderburg-Wiesenburg |  |  |                                                         |  |
| 4. Friedrich, II duca di Schleswig-Holstein-Sonderburg-Wiesenburg       |                                                 |                                                     |                                                                |  |  |       |  |  | 8. Philipp Ludwig, I duca di Schleswig-Holstein-Sonderburg-Wiesenburg |  |  |                                                         |  |
|                                                                         |                                                 | 9. Anna Margarete von Hessen-Homburg                | 18. Friedrich I, langravio d'Assia-Homburg                     |  |  |       |  |  |                                                                       |  |  |                                                         |  |
|                                                                         |                                                 | 9. Anna Margarete von Hessen-Homburg                | 18. Friedrich I, langravio d'Assia-Homburg                     |  |  |       |  |  |                                                                       |  |  |                                                         |  |
|                                                                         |                                                 | 9. Anna Margarete von Hessen-Homburg                | 19. Margarete Elisabeth von Leiningen-Westerburg               |  |  |       |  |  |                                                                       |  |  |                                                         |  |
| 2. Leopold, III duca di Schleswig-Holstein-Sonderburg-Wiesenburg        |                                                 | 9. Anna Margarete von Hessen-Homburg                |                                                                |  |  |       |  |  |                                                                       |  |  |                                                         |  |
|                                                                         |                                                 | 10. Chrystian, duca di Legnica-Brzeg-Wołów-Oława    | 20. Jan Chrystian, duca di Legnica-Brzeg                       |  |  |       |  |  |                                                                       |  |  |                                                         |  |
|                                                                         |                                                 | 10. Chrystian, duca di Legnica-Brzeg-Wołów-Oława    | 20. Jan Chrystian, duca di Legnica-Brzeg                       |  |  |       |  |  |                                                                       |  |  |                                                         |  |
|                                                                         |                                                 | 10. Chrystian, duca di Legnica-Brzeg-Wołów-Oława    | 21. Dorothea Sibylle von Brandenburg                           |  |  |       |  |  |                                                                       |  |  |                                                         |  |
| 5. Karolina, duchessa di Legnica-Brzeg-Wołów-Oława                      |                                                 | 10. Chrystian, duca di Legnica-Brzeg-Wołów-Oława    |                                                                |  |  |       |  |  |                                                                       |  |  |                                                         |  |
|                                                                         |                                                 | 11. Luise von Anhalt-Dessau                         | 22. Johann Kasimir, principe di Anhalt-Dessau                  |  |  |       |  |  |                                                                       |  |  |                                                         |  |
|                                                                         |                                                 | 11. Luise von Anhalt-Dessau                         | 22. Johann Kasimir, principe di Anhalt-Dessau                  |  |  |       |  |  |                                                                       |  |  |                                                         |  |
|                                                                         |                                                 | 11. Luise von Anhalt-Dessau                         | 23. Agnes von Hessen-Kassel                                    |  |  |       |  |  |                                                                       |  |  |                                                         |  |
| 1. Marie Charlotte Antonia von Schleswig-Holstein-Sonderburg-Wiesenburg |                                                 | 11. Luise von Anhalt-Dessau                         |                                                                |  |  |       |  |  |                                                                       |  |  |                                                         |  |
|                                                                         | 12. Karl Eusebius, II principe di Liechtenstein | 24. Karl I, I principe di Liechtenstein             |                                                                |  |  |       |  |  |                                                                       |  |  |                                                         |  |
|                                                                         | 12. Karl Eusebius, II principe di Liechtenstein | 24. Karl I, I principe di Liechtenstein             |                                                                |  |  |       |  |  |                                                                       |  |  |                                                         |  |
|                                                                         | 12. Karl Eusebius, II principe di Liechtenstein | 25. Anna Marie Šemberová z Boskovic a Černé Hory    |                                                                |  |  |       |  |  |                                                                       |  |  |                                                         |  |
| 6. Johann Adam I Andreas, III principe di Liechtenstein                 | 12. Karl Eusebius, II principe di Liechtenstein |                                                     |                                                                |  |  |       |  |  |                                                                       |  |  |                                                         |  |
|                                                                         |                                                 | 13. Johanna Beatrix von Dietrichstein-Nikolsburg    | 26. Maximilian, II principe di Dietrichstein-Nikolsburg        |  |  |       |  |  |                                                                       |  |  |                                                         |  |
|                                                                         |                                                 | 13. Johanna Beatrix von Dietrichstein-Nikolsburg    | 26. Maximilian, II principe di Dietrichstein-Nikolsburg        |  |  |       |  |  |                                                                       |  |  |                                                         |  |
|                                                                         |                                                 | 13. Johanna Beatrix von Dietrichstein-Nikolsburg    | 27. Anna Maria von Liechtenstein                               |  |  |       |  |  |                                                                       |  |  |                                                         |  |
| 3. Maria Elisabeth von Liechtenstein                                    |                                                 | 13. Johanna Beatrix von Dietrichstein-Nikolsburg    |                                                                |  |  |       |  |  |                                                                       |  |  |                                                         |  |
|                                                                         |                                                 | 14. Ferdinand Joseph, III principe di Liechtenstein | 28. Maximilian, II principe di Dietrichstein-Nikolsburg (= 26) |  |  |       |  |  |                                                                       |  |  |                                                         |  |
|                                                                         |                                                 | 14. Ferdinand Joseph, III principe di Liechtenstein | 28. Maximilian, II principe di Dietrichstein-Nikolsburg (= 26) |  |  |       |  |  |                                                                       |  |  |                                                         |  |
|                                                                         |                                                 | 14. Ferdinand Joseph, III principe di Liechtenstein | 29. Anna Maria von Liechtenstein (= 27)                        |  |  |       |  |  |                                                                       |  |  |                                                         |  |
| 7. Edmunda Maria von Dietrichstein-Nikolsburg                           |                                                 | 14. Ferdinand Joseph, III principe di Liechtenstein |                                                                |  |  |       |  |  |                                                                       |  |  |                                                         |  |
|                                                                         |                                                 | 15. Maria Elisabeth von Eggenberg                   | 30. Johann Anton I, II principe di Eggenberg                   |  |  |       |  |  |                                                                       |  |  |                                                         |  |
|                                                                         |                                                 | 15. Maria Elisabeth von Eggenberg                   | 30. Johann Anton I, II principe di Eggenberg                   |  |  |       |  |  |                                                                       |  |  |                                                         |  |
|                                                                         |                                                 | 15. Maria Elisabeth von Eggenberg                   | 31. Anna Maria von Brandenburg-Bayreuth                        |  |  |       |  |  |                                                                       |  |  |                                                         |  |
|                                                                         |                                                 | 15. Maria Elisabeth von Eggenberg                   |                                                                |  |  |       |  |  |                                                                       |  |  |                                                         |  |